# Syvert Paul Nørsett
Syvert Paul Nørsett (* 8. September 1944; † 29. April 2024) war ein norwegischer Mathematiker, der sich mit Numerischer Analysis befasste.

## Werdegang
Nørsett studierte Mathematik an der Universität Oslo mit dem Diplom 1969 (The numerical solution of stiff systems). 1975 wurde er bei John D. Lambert (Jack Lambert) an der University of Dundee promoviert (Numerical solution of ordinary differential equations). Er war Professor für Numerische Analysis an der Technisch-Naturwissenschaftlichen Universität Norwegens (NTNU) in Trondheim.
Er befasste sich insbesondere mit numerischer Lösung gewöhnlicher Differentialgleichungen, wobei er viel mit Arieh Iserles zusammenarbeitete (unter anderem über die Numerik hochoszillierender Integrale). Mit Ernst Hairer und Gerhard Wanner veröffentlichte er eine zweibändige Monographie über die numerische Lösung gewöhnlicher Differentialgleichungen. 

## Schriften
- mit Ernst Hairer, Gerhard Wanner: Solving Ordinary Differential Equations, Springer Verlag, Band 1, 3., korrigierter Nachdruck 2009, Band 2, 2. Auflage 1996
- mit Arieh Iserles: Order Stars, Chapman & Hall, 1991